# Even Worse
Even Worse (deutsch: „Noch Schlechter“) war eine Punk- und Hardcore-Band aus New York und eine der stilbildenden Bands bei der Transition vom Punk zum Hardcore in den frühen 1980er-Jahren.

## Geschichte
Im März 1980 gründeten die in Summit im an New York angrenzenden New Jersey wohnenden Paul „Jack Rabid“ Corradi (Schlagzeug) und Dave Stein (Gitarre) gemeinsam mit den New Yorkern Nick Marden (Bass) und John Pouridas (Gesang) die Band Even Worse. Anlass war ein bevorstehender Auftritt der Proto-Hardcore-Band Stimulators im New Yorker Club Tier 3, für den eine Vorgruppe benötigt wurde. Der mit den Stimulators befreundete Marden rief seine Freunde Corradi und Stein an und motivierte sie zur kurzfristigen Bandgründung. Das Quartett (Pouridas war ein weiterer Bekannter Mardens) studierte zwei Stücke der Legionaire’s Disease Band bzw. der Rezillos ein, schrieb zwei eigene Songs und übte mit den Instrumenten der Stimulators. Das Konzert war wegen der Hauptgruppe ausverkauft, und Marden und Stein waren so aufgeregt, dass sie unmittelbar vorher zur Beruhigung jeweils eine halbe Flasche Tequila tranken, aber der Auftritt verlief zur Zufriedenheit des Publikums. In der Folge absolvierte die Band einige Konzerte in New Yorker Clubs, unter anderem als Vorgruppe der Bad Brains. Corradi und Stein zogen zusammen mit ihrem späteren Bassisten Eric Keil nach New York um, zunächst in ein Apartment, das von den Stimulators bewohnt wurde, die sich gerade auf Tournee in Irland befanden. Zu einem Auftritt im Tompkins Square Park im August 1980 tauchte der notorisch schüchterne Sänger Pouridas nicht auf, woraufhin aus dem Publikum als neuer Sänger John Berry rekrutiert wurde. Ende des Jahres trat Marden als Nachfolger von Bassistin Anne Gustavsson den Stimulators bei, woraufhin auch Berry und Stein die Band verließen; ersterer gründete die Beastie-Boys-Vorgängerband The Young Aborigines.
Im Frühling 1981 rekrutierte Corradi neue Mitglieder für Even Worse: Die Sängerin und Gitarristin Rebecca Korbet, den Gitarristen Robert Week und seinen Mitbewohner, den Bassisten Eric Keil. In dieser Besetzung steuerte die Band zwei Stücke zum stilprägenden Hardcore-Sampler New York Thrash bei und nahm im November 1981 ein Album auf, das allerdings aus finanziellen Gründen erst posthum 2002 veröffentlicht wurde. Im November 1981 trat die Band mit Reagan Youth und den Beastie Boys als Vorbands als Headliner im ausverkauften New Yorker Playroom auf, eine Woche später mit den Bad Brains und The Mob im CBGB’s. Auch im A7 trat die Band regelmäßig auf. Das letzte Konzert in dieser Besetzung fand Ende März 1982 gemeinsam mit den Misfits und Kraut im New Yorker Irving Plaza statt. Zu diesem Zeitpunkt war die Band auf dem Höhepunkt ihrer Karriere angekommen, zerbrach allerdings auf Grund interner Streitigkeiten – die Bandmitglieder waren unzufrieden mit dem eigenmächtigen Handeln Corradis, der beispielsweise die Stücke für den New York Thrash-Sampler ohne Rücksprache mit der Band ausgewählt hatte. Korbet, Week und Keil verließen die Gruppe.

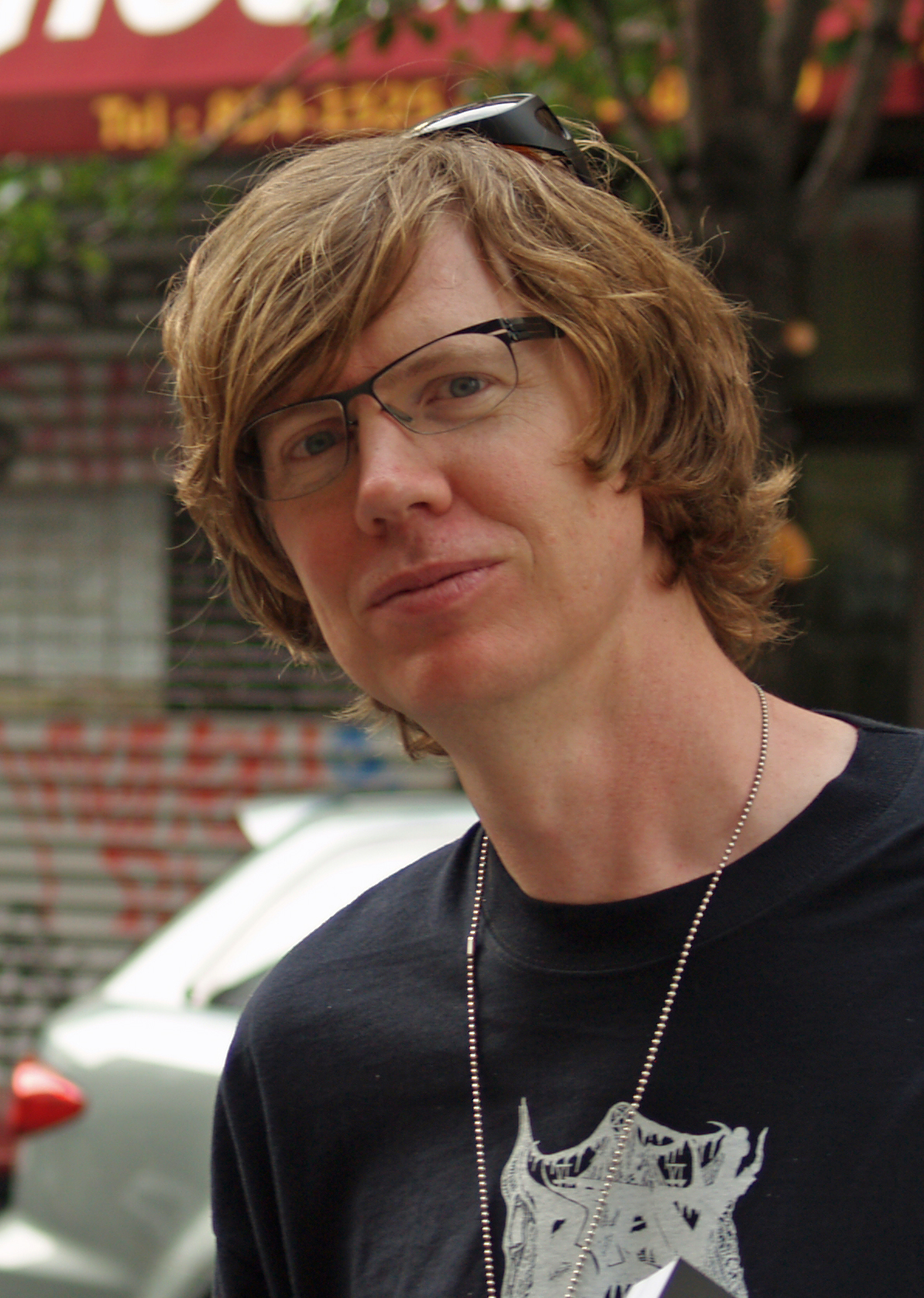
Thurston Moore (2008)

Corradi rekrutierte erneut neue Mitglieder. Fündig wurde er in Sänger Ken Tempkin, den Gitarristen Steve Waxman und Thurston Moore (der zuvor mit Glenn Branca gespielt hatte) und dem Bassisten und Noise-the-Show-Moderatoren Tim Sommer. In dieser Besetzung nahm die Band zwei Singles auf: Mouse or Rat?, aufgenommen im August 1982, wurde erst 1984 auf dem bandeigenen Label Worse Than You!?! Records veröffentlicht; Leaving, aufgenommen im November 1983, erschien erst posthum 1988. Im Januar 1984 trennte sich die Band nach einem Konzert mit Adrenalin O.D. im populären Hardcore-Club The Anthrax in Stamford endgültig.
2002 fand das Line-up Korbet-Week-Keil-Corradi für ein einmaliges Konzert im CBGB’s nochmals zusammen; zu dieser Gelegenheit wurde das „verlorene“ Album von 1981, ergänzt um einen Live-Mitschnitt eines Konzerts im Max’s Kansas City im gleichen Jahr, posthum veröffentlicht.
Rebecca Korbet war 1986 Gründungsmitglied von King Missile. Sommer, der neben seiner Tätigkeit bei Even Worse DJ der einflussreichen Radiosendung Noise the Show war, war später als Produzent und Moderator beim Fernsehsender MTV tätig. Eric Keil ist in Pennsylvania als Möbeldesigner tätig. Robert Week ist Mitinhaber einer Agentur für Webdesign in Durham. Paul Corradi ist Herausgeber des Musikmagazins The Big Takeover. John Berry starb 2016 an der Pick-Krankheit.

## Stil und Rezeption
John D. Luerssen bezeichnete die Musik der Band für AllMusic als „kritisches Glied der Punkrock-Kette“, als „roh und wütend“ sowie „stürmisch“. Die Village Voice sieht die Band als „Hauptstütze“ des A7-Clubs. Das britische Sounds-Magazin verortete die Band eher im britischen Punk als im US-amerikanischen Hardcore. Die Band verfüge über Intelligenz und Humor und repräsentiere ob ihres frischen Line-ups (der Artikel stammt aus dem Oktober 1981) einen „Hardcore mit Milchbart“. Der britische Guardian beschrieb Even Worse als „chaotische“ Band in der „Embryonalphase des Hardcore“.
Schlagzeuger Corradi beschrieb die Musik der Band als geprägt von The Damned, den Avengers und den Weirdos, mithin von klassischen Punkbands. Die Zuordnung zum Hardcore erfolgte primär durch die Zugehörigkeit zur New Yorker Szene, insbesondere der Hardcore-Szene der Lower East Side, die sich auch in der Verwendung von Even-Worse-Stücken für den New York Thrash-Sampler manifestierte. Ein Alleinstellungsmerkmal der Band war von 1981 bis 1982 der Gesang von Rebecca Korbet – keine andere New Yorker Hardcore-Band hatte einen weiblichen Sänger.

## Diskografie
- 2002: You've Ruined Everything (posthum, Grand Theft Audio)